# 神さまぁ〜ず
『神さまぁ〜ず』（かみさまぁ〜ず）は、2007年10月9日から2008年9月23日までTBSで放送された深夜バラエティ番組。放送期間は1年間ながら、2008年3月までと（前期）、4月以降（後期）とは番組内容がまったく違っていた。

## 番組概要

### 前期
毎週1組の「迷える子羊」をゲストに迎え、「不幸の神さまが降臨する教会」の管理人・さまぁ〜ずの2人がゲストの「小さな不幸話」（日常の中の小さな不満、苦手なものなど）を聞く内容で、一貫してスタジオ収録だった。
毎回ゲストが直筆で書いた「私の不幸」リストを元に、小さな不幸話を披露する。番組中、ゲストに対してこれといったアドバイスや解決策を授けることはしないが、トークコーナーのほかに不幸話を基にした企画（ゲームやロケーションなど）を展開する。また番組の随所に、若手お笑い芸人が不幸話を披露する「『不幸の神さま』お告げ」コーナーが挿入される。

### 後期
2008年4月1日放送より大幅に内容をリニューアル。スタジオ収録からゲストの芸人（1回の放送で2人程度。コンビの片方だけ出演というケースが多い）とのロケ企画になり、若手芸人による不幸の神さまの出演が無くなるなど放送内容が大きく変化した。リニューアル後はほぼ全て大竹一樹が企画を担当した。2009年1月14日にリニューアル後の企画を収めたDVDが発売された。後枠で放送していた『さまぁ〜ず式』でのDVD発売告知では、「地上波NG」「ちびっこNG」という売り文句をつけており、TBSにしてはかなり過激な内容の番組ではあった。そしてこの方向性が好評を博し、本番組終了後も同様の内容で『さまぁ〜ず式』→『ホリさまぁ〜ず』→『マルさまぁ〜ず』と番組名とスポンサーを変更して3年以上続くことになる。

## 出演者
- 大竹一樹（さまぁ〜ず）衣装は灰色のスーツに白のネクタイ。夏場は白のポロシャツに黒のネクタイ
- 三村マサカズ（さまぁ〜ず）衣装は黒のスーツに赤のネクタイ。夏場は黒のポロシャツに赤のネクタイ。

ゲストも黒のスーツ（夏場は黒のポロシャツ）に異なる色のネクタイをつけていた。
- 青木裕子（TBSアナウンサー）番組後期において主に進行を担当。衣装は黒のスーツに青のネクタイ。夏場は黒のポロシャツに青のネクタイ

### 番組前期における肩書き
教会の管理人（番組ホスト）
- 管理人1: 大竹一樹（さまぁ〜ず）
- 管理人2: 三村マサカズ（さまぁ〜ず）

## 前期放送リスト
| 回数   | 放送日（TBS）  | 迷える子羊（ゲスト）     | 不幸の神さま（若手芸人）                                           |
| ------ | -------------- | ------------------------ | ------------------------------------------------------------------ |
| 第1回  | 2007年10月9日  | 雛形あきこ               | ダブルちゃん・松下 ジパング上陸作戦・チャド モンキーチャック・星   |
| 第2回  | 2007年10月16日 | 高田延彦                 | 三拍子・高倉 Hi-Hi・上田                                           |
| 第3回  | 2007年10月23日 | 田中要次                 | つぶやきシロー ダブルちゃん・松下                                  |
| 第4回  | 2007年10月30日 | 矢沢心                   | 川村エミコ つぶやきシロー しゅく造め                               |
| 第05回 | 2007年11月6日  | あびる優                 | 川村エミコ ジパング上陸作戦・チャド タカダ・コーポレーション・大貫 |
| 第6回  | 2007年11月13日 | 広田レオナ               | 清人（バッドボーイズ） 胡喋蘭・あべこ つぶやきシロー               |
| 第7回  | 2007年11月20日 | 清水ミチコ               | 川村エミコ                                                         |
| 第8回  | 2007年11月27日 | 鈴木亜美                 | チェリー☆パイ・みほ バリアスリー・酒井                             |
| 第9回  | 2007年12月4日  | 濱田マリ                 | 川村エミコ 胡喋蘭・あべこ                                          |
| 第10回 | 2007年12月11日 | 森泉                     | マシンガンズ・西堀 ハイスパット・高橋                              |
| 第11回 | 2007年12月18日 | ブラザートム             | 清人 ラヴドライブ・西澤                                            |
| 第12回 | 2008年1月8日   | 相田翔子                 | オードリー・春日 ザブングル・加藤                                  |
| 第13回 | 2008年1月15日  | 酒井若菜                 | つぶやきシロー サードメン高橋                                      |
| 第14回 | 2008年1月22日  | 小林すすむ               | 川村エミコ デッカチャン パーティ内山                               |
| 第15回 | 2008年1月29日  | YOU                      | ミスマッチグルメ・じゅんいち つぶやきシロー                        |
| 第16回 | 2008年2月5日   | 田口浩正                 |                                                                    |
| 第17回 | 2008年2月12日  | ピエール瀧               | 嗚呼!しらき                                                        |
| 第18回 | 2008年2月19日  | 安めぐみ                 | ダンサブル・朝倉 髭男爵                                            |
| 第19回 | 2008年2月26日  | 佐藤隆太                 |                                                                    |
| 第20回 | 2008年3月4日   | 小倉優子                 | 髭男爵 新宿カウボーイ・石沢                                        |
| 第21回 | 2008年3月11日  | 滝沢沙織                 | ジパング上陸作戦・チャド ジジ・ぶぅ                                |
| 第22回 | 2008年3月18日  | MEGUMI                   | 三浦友加 つぶやきシロー                                            |
| 第23回 | 2008年3月25日  | 名場面ベストセレクション |                                                                    |

## 後期放送リスト
| 回数            | 放送日（TBS） | 内容                               | ゲスト（若手芸人）                                          | その他出演者                                         |
| --------------- | ------------- | ---------------------------------- | ----------------------------------------------------------- | ---------------------------------------------------- |
| 第24回          | 2008年4月1日  | イジリー岡田レコード               | 田中卓志（アンガールズ） 鈴木拓（ドランクドラゴン）         | イジリー岡田                                         |
| 第25回          | 2008年4月8日  | 決め打ち4                          | 小島よしお 市原隼人                                         |                                                      |
| 第26回          | 2008年4月15日 | 言いだしっぺは勝たねば商店街       | 日村勇紀（バナナマン） 吉田敬（ブラックマヨネーズ）         |                                                      |
| 第27回          | 2008年4月22日 | 必死顔スポーツ                     | 板倉俊之（インパルス） 有吉弘行                             | はるな愛、輪島功一、村西とおる                       |
| 第28回          | 2008年4月29日 | インスタント女王様                 | 設楽統（バナナマン） 山里亮太（南海キャンディーズ）         | 大木凡人、松林菜々見 手島優、さな、河中あい          |
| 第29回          | 2008年5月6日  | インスタント女王様                 | 設楽統（バナナマン） 山里亮太（南海キャンディーズ）         | 大木凡人、松林菜々見 手島優、さな、河中あい          |
| 第30回          | 2008年5月13日 | 必死顔スポーツ2                    | 設楽統（バナナマン） 有吉弘行                               | 西本はるか、松野明美、村西とおる                     |
| 第31回          | 2008年5月20日 | スカートマン決定戦                 | 山根良顕（アンガールズ） 秋山竜次（ロバート）               | 有吉弘行、手島優 初田啓介（TBSアナウンサー）         |
| 第32回          | 2008年5月27日 | スカートマン決定戦                 | 山根良顕（アンガールズ） 秋山竜次（ロバート）               | 有吉弘行、手島優 初田啓介（TBSアナウンサー）         |
| 第32回          | 2008年5月27日 | インスタント女王様2                | 設楽統（バナナマン） 山里亮太（南海キャンディーズ）         | 谷隼人、稲垣実花、玲奈 大友さゆり、いとうあこ        |
| 第33回          | 2008年6月3日  | インスタント女王様2                | 設楽統（バナナマン） 山里亮太（南海キャンディーズ）         | 谷隼人、稲垣実花、玲奈 大友さゆり、いとうあこ        |
| 第34回          | 2008年6月10日 | クイズ ナイスですね!               | 後藤輝基（フットボールアワー） 有吉弘行                     | 手島優、村西とおる                                   |
| 第35回          | 2008年6月17日 | チーフカメラマン決定戦             | 小木博明（おぎやはぎ） 板倉俊之（インパルス）               | AKB48（川崎希 板野友美 戸島花） 岡田真由香、岡田潤音 |
| 第36回          | 2008年6月24日 | 風防探偵ピンマイク                 | 吉田敬（ブラックマヨネーズ） 山里亮太（南海キャンディーズ） | 大木凡人、村西とおる、有吉弘行                       |
| 第37回          | 2008年7月1日  | ジェントルマンNo.1決定戦           | 日村勇紀（バナナマン） 山里亮太（南海キャンディーズ）       | 有吉弘行、矢野武                                     |
| 第38回          | 2008年7月8日  | ジェントルマンNo.1決定戦           | 日村勇紀（バナナマン） 山里亮太（南海キャンディーズ）       | 有吉弘行、矢野武                                     |
| 第39回          | 2008年7月15日 | 時間よ止まれ!アートフェスティバル  | 小木博明（おぎやはぎ） 板倉俊之（インパルス）               | 滝ありさ                                             |
| 第40回          | 2008年7月22日 | インスタント女王様3                | 設楽統（バナナマン） 山里亮太（南海キャンディーズ）         | 志垣太郎、KONAN、川村りか 深澤ゆうき、澤田友美       |
| 第41回          | 2008年7月29日 | インスタント女王様3                | 設楽統（バナナマン） 山里亮太（南海キャンディーズ）         | 志垣太郎、KONAN、川村りか 深澤ゆうき、澤田友美       |
| 第42回          | 2008年8月5日  | 空想プレイボーイ                   | 小木博明（おぎやはぎ） 有吉弘行                             | 大旗一生                                             |
| 第43回          | 2008年8月12日 | 凡人ベガス                         | カンニング竹山                                              | 大木凡人、大旗一生、村西とおる 有吉弘行              |
| 第44回          | 2008年8月19日 | ジェントルマンNo.1決定戦2          | 岡田圭右（ますだおかだ） 後藤輝基（フットボールアワー）     | 有吉弘行、初田啓介                                   |
| 第45回          | 2008年8月26日 | バキューム戦隊ダイソンジャー       | 小木博明（おぎやはぎ） 山里亮太（南海キャンディーズ）       | 大旗一生、村西とおる                                 |
| 第46回          | 2008年9月2日  | ノーベルト引越し隊                 | 小木博明（おぎやはぎ） 中川剛（中川家）                     | 手島優                                               |
| 第47回          | 2008年9月9日  | ナオミシュラン                     | 小木博明（おぎやはぎ） 後藤輝基（フットボールアワー）       | 渡辺直美                                             |
| 第48回          | 2008年9月16日 | 時間よ止まれ!アートフェスティバル2 | 設楽統（バナナマン） 矢作兼（おぎやはぎ）                   | 有吉弘行、立花かんな                                 |
| 第49回 (最終回) | 2008年9月23日 | 小銭アスレチック                   | 日村勇紀（バナナマン） 板倉俊之（インパルス）               | さゆり、田中涼子、稲垣実花 村西とおる                |

## 後期で行われた企画

### イジリー岡田レコード
- 後期の「神さまぁ〜ず」最初の企画。イジリー岡田に様々なことをさせてどうなるかを予想する企画。

### 決め打ち4
- 出演者がマジックミラー越しに登場する人を、与えられたお題に対し見た目だけで「この人絶対○○だな」と予想で決めつける企画。DVDに収録されなかった唯一の企画でもあるが、Vol.3の特典映像に同様の企画「決め打ちQ」が収録されている。

### 言いだしっぺは勝たねば商店街
- 商店街を練り歩き自分が勝てそうなオリジナル競技に全員で参加をし提案した人が勝てなかったらデコピンもしくはシッペをされるという企画。最終的に負けた人がパンチパーマをかけるという罰ゲームがある。後に「さまぁ〜ず式」でも同様のテイストの企画「三村に勝ちたいかい?」、「ホリさまぁ〜ず」では「言いだしっぺは勝たねばパーマ商店街」が放送された。

### 必死顔スポーツ
- 架空の企画と称して芸能人を呼び競技をやらせ。その競技が納められたビデオ映像を編集し、一番必死になっている瞬間になっている顔を見せ合う企画。一番必死になっている顔に選ばれた写真は番組携帯サイトで待ち受け画面としてダウンロードができる。

### インスタント女王様決定戦
- 用意された設定の元、ペアを組んだアイドルに無線で指示を出しそのアイドルを女王様に仕立て上げる。この企画のみ音声多重放送を行っているため主音声では指令側の音とインスタント女王様がいる側の音声が、副音声ではインスタント女王様がいる音声のみが流れる仕組みとなっている。

### スカートマン決定戦
- 女性の気持ちの知るためにタイトスカートを履いて、パンツが見えないように様々な競技を行う企画。ジャッジマンは有吉弘行で、とても厳しい判定を行う。また、この回よりアシスタントとして青木裕子が登場した。

### クイズ!ナイスですね!
- 必死顔スポーツなど様々な企画で大活躍した村西とおるをフィーチャーした企画。村西とおるに様々なことをさせてそれをクイズ形式で答える企画。答えた人はインスタント女王様手島優から罵声を浴びせられる。

### チーフカメラマン決定戦
- 出演者がチーフカメラマンになりカメラを取りプロのスイッチャー（カメラの切り替えをする人）が何秒映したのかを競う企画。優勝者はスタッフロールにカメラマン表記で名前が掲載されるという副賞があった。

### 風防探偵ピンマイク
- ゲスト : 吉田敬（ブラックマヨネーズ）・山里亮太（南海キャンディーズ）
- 風防を無くす様々なシチュエーションでピンマイクの風防を見つけ出す企画。見つけられない人は風防の実費500円を自腹で払わなくてはいけない。吉田曰く「この企画渋すぎる」。

### ジェントルマンNO.1決定戦
- 女性に指一本触れないで様々な競技を行う企画。ジャッジマンは有吉弘行で、疑惑の判定や明らかに競技の邪魔をすることがあり参加者が困惑することがある。また、THE FINALは遂にジャッジマン有吉が参戦している。

### 時間よ止まれ!アートフィスティバル
- お題に対して工作、作画をする。しかし時間内には矢沢永吉の「時間よ止まれ」が流れ、流れ終わったらアシスタントが12面体のサイコロを振りその出た目の人以外の時間が止まりその間に他の人を作品を邪魔することができる(第2回からは主催者である有吉も邪魔をすることとなった。そのためサイコロも20面体)。判定は素人が行い最終的に一番ポイントを獲得した人が優勝。

### 空想プレイボーイ選手権
- お題に沿って、1人しかいないシチュエーション（大竹曰く「番組予算の都合上」）の中でプレイボーイらしさを出す企画。お手本として坂本一生が模範演技をする。判定は青木アナが行い最終的に一番ポイントを獲得した人が優勝。

### 史上最強の異種格闘技戦!凡人ベガス!
- 芸能界最強と噂される大木凡人と刺客に様々な勝負をさせ、その結果を別室でモニターしているさまぁ〜ずとゲストが予想。予想が的中した場合チップを賭けた枚数と同じ枚数をチップを獲得、最終勝負に限り予想した枚数の5倍のチップが獲得できる。最後に獲得したチップは枚数に応じて商品と引き換えられる。

### バキューム戦隊ダイソンジャー
- TBSの社内を舞台に掃除機ダイソンを使って困っている人を助ける企画だが、実際はダイソンを使って様々なゲームに挑戦する企画となっている。一番活躍した人にはダイソン掃除機がプレゼントされる。ちなみに大竹曰く「神さまぁ〜ず」始まって初めてのTBSでの収録だったらしく収録の許可をもらうのに相当てこずったという。DVD「神さまぁ〜ず Vol.5」に収録。

### ノーベルト引越し隊
- ズボンにノーベルトのまま引越し作業をする企画。ノーベルトだけでもズボンがずり落ちる状況のなかさらに引越しの依頼者である手島優から乾電池をプレゼントがありさらにズボンが落ちてしまうなかで作業をしないといけない。ズボンが落ちて白ブリーフが見えてしまった場合手島から尻を揉まれるなどのお仕置きがある。

### ナオミシュラン
- お笑い芸人渡辺直美に様々なことをさせ三村がそのシチュエーションに興奮したのかをミシュラン同様星で採点するという企画。出演者は覗き見のような感じで渡辺直美の観察を行う。最高で5つ星だが最終的に6つ星という記録が出た。

### 小銭アスレチック
- 5万円分の1円から500円までの様々な小銭を特製のジャケットに詰め込みアスレチックに挑戦する企画、小銭を落としてしまったら拾うことは出来ない。すべてのアスレチックをクリアして残った小銭を使ってパートナーと組んだ女性にお弁当を買ってあげようということだったが1000円以上小銭が残った挑戦者はいないという結果だったため女性パートナー全員が帰ってしまうというオチだった。

## 歴代エンディングテーマ
- GRAPEVINE 『超える』（2007年10月-11月）
- 愛内里菜 『眠れぬ夜に』（2007年12月-2008年1月）
- 波瑠『I miss you』（2008年4月-5月）
- 大石昌良『ほのかてらす』（2008年6月-7月）
- 松藤量平『SUNSHINE DAY』（2008年8月-9月）

## DVD
Vol.1・2が発売された時点では全6巻の予定だったが、最終的には全5巻となった。Vol.5には「全巻収納特製BOX」が付属する。Vol.1のインスタント女王様において主音声と副音声が入れ違いで収録されてしまう不具合が発生。不具合があったDVDに関しては交換に応じている。販売元：ソニーミュージックディストリビューション
| 2009年1月14日発売 発売元：TBS 各1枚組 | 2009年1月14日発売 発売元：TBS 各1枚組            | OA日（2008年）  | ゲスト            |
| ------------------------------------- | ------------------------------------------------ | --------------- | ----------------- |
| Vol.1                                 | インスタント女王様1                              | 4月29日 5月6日  | 設楽統 山里亮太   |
| Vol.1                                 | 必死顔スポーツ1                                  | 4月22日         | 板倉俊之 有吉弘行 |
| Vol.1                                 | 言いだしっぺは勝たねば商店街                     | 4月15日         | 日村勇紀 吉田敬   |
| Vol.1                                 | 風防探偵ピンマイク                               | 6月24日         | 吉田敬 山里亮太   |
| Vol.1                                 | 特典映像：インスタント青木様                     |                 |                   |
| Vol.2                                 | ジェントルマンNo.1決定戦1                        | 7月1日 7月8日   | 日村勇紀 山里亮太 |
| Vol.2                                 | 時間よ止まれ!アートフェスティバル1               | 7月15日         | 小木博明 板倉俊之 |
| Vol.2                                 | ノーベルト引越し隊                               | 9月2日          | 小木博明 中川家剛 |
| Vol.2                                 | イジリー岡田レコード                             | 4月1日          | 田中卓 鈴木拓     |
| Vol.2                                 | 特典映像：大竹ラブパーク                         |                 |                   |
| 2009年6月24日発売 発売元：TBS 各1枚組 | 2009年6月24日発売 発売元：TBS 各1枚組            | OA日（2008年）  | ゲスト            |
| Vol.3                                 | インスタント女王様2                              | 5月27日 6月3日  | 設楽統 山里亮太   |
| Vol.3                                 | クイズ ナイスですね!                             | 6月10日         | 後藤輝基 有吉弘行 |
| Vol.3                                 | 空想プレイボーイ                                 | 8月5日          | 小木博明 有吉弘行 |
| Vol.3                                 | 凡人ベガス                                       | 8月12日         | カンニング竹山    |
| Vol.3                                 | 特典映像：決め打ちQ                              |                 |                   |
| Vol.4                                 | ジェントルマンNo.1決定戦2                        | 8月19日         | 岡田圭右 後藤輝基 |
| Vol.4                                 | スカートマン決定戦                               | 5月20日 5月27日 | 山根良顕 秋山竜次 |
| Vol.4                                 | 小銭アスレチック                                 | 9月23日         | 日村勇樹 板倉俊之 |
| Vol.4                                 | 時間よ止まれ!アートフェスティバル2               | 9月16日         | 設楽統 矢作兼     |
| Vol.4                                 | 特典映像：オフィス有吉の青木よりウチの子の方が!! |                 |                   |
| Vol.5                                 | インスタント女王様3                              | 7月22日 7月29日 | 設楽統 山里亮太   |
| Vol.5                                 | ナオミシュラン                                   | 9月9日          | 小木博明 後藤輝基 |
| Vol.5                                 | バキューム戦隊ダイソンジャー                     | 8月26日         | 小木博明 山里亮太 |
| Vol.5                                 | チーフカメラマン決定戦                           | 6月17日         | 小木博明 板倉俊之 |
| Vol.5                                 | 特典映像： ジェントルマンNo.1決定戦 The Final    |                 |                   |

## スタッフ
- 企画:大竹一樹（2008年4月 - 9月）
- ナレーション: 中村正 → チェン・チュー → 中村英香（DVDのナレーションも担当）
- 構成: 大井洋一、成瀬正人、中野恵介、如月聖也
- カメラ: 松井光太郎
- 音声: 谷川宏輝
- 照明: 安藤雄郎
- メイク: 福田祐子
- 音効: 村松聡・谷脇和正（佳夢音）
- 編集: 橋本逸人
- ＭＡ: 天谷馬直男
- 技術協力: 八峯テレビ、アンサーズ
- AP: 久田誠司
- ディレクター: 塩谷泰孝、伊達和輝、流郷敏隆
- 演出: 水野達也
- プロデューサー: 飯沼美佐子
- 製作: G-yama、TBS

過去のスタッフ
- 技術協力: FLT、東京タワースタジオ
- AP: 高橋利一郎、増岡曲子
- ディレクター: ちのうあい

## ネット局と放送時間
2009年12月現在。すべてTBS系列での放送。
| 放送対象地域 | 放送局                             | 放送日時           | 備考                                          |
| ------------ | ---------------------------------- | ------------------ | --------------------------------------------- |
| 関東広域圏   | 東京放送（TBS、現・TBSテレビ）     | 火曜 24:59 - 25:29 | 制作局                                        |
| 中京広域圏   | 中部日本放送（CBC、現・CBCテレビ） | 金曜 25:25 - 26:00 | 2008年4月 - 2008年9月に放送 3日遅れ           |
| 北海道       | 北海道放送（HBC）                  | 月曜 23:55 - 24:26 | 2008年10月13日 - 2009年4月20日に放送 半年遅れ |
| 福島県       | テレビユー福島(TUF)                | 金曜 25:35 - 26:05 | 放送開始時期不明 - 2010年2月26日に放送        |
| 山口県       | テレビ山口(tys)                    |                    | 2008年10月以降、改編期に不定期放送            |
| 福岡県       | RKB毎日放送(RKB)                   |                    | 2009年5月以降、穴埋め番組として不定期放送     |

- TBS以外は後期の企画より放送。